# Arlene Dahl
Arlene Dahl (Mineápolis, Minnesota; 11 de agosto de 1925-Manhattan, Nueva York; 29 de noviembre de 2021) fue una actriz estadounidense que ganó notoriedad durante la década de 1950. Fue una de las últimas sobrevivientes del Cine clásico de Hollywood.

## Biografía
Nacida en Mineápolis, Minnesota, Dahl era hija de inmigrantes noruegos llamados Idelle Swan y Rudolph Dahl, quién trabajaba como distribuidor de automóviles y ejecutivo.
Dahl se casó seis veces. Se casó por primera vez con el actor Lex Barker en 1951, quién interpretó a Tarzán en varias películas. Su segundo esposo fue Fernando Lamas con quien tuvo un hijo, el actor Lorenzo Lamas. En 1964, se casó con el empresario vitivinícola Alexis Lichine, se divorciaron en 1969.
Arlene Dahl murió en Manhattan, Nueva York, el 29 de noviembre de 2021 a los 96 años.

## Filmografía
| Año  | Título                                                  | Personaje                    |
| ---- | ------------------------------------------------------- | ---------------------------- |
| 1947 | My Wild Irish Rose                                      | Rose Donovan                 |
| 1948 | The Bride Goes Wild                                     | Tillie Smith Oliver          |
| 1948 | A Southern Yankee                                       | Sallyann Weatharby           |
| 1949 | Scene of the Crime                                      | Gloria Conovan               |
| 1949 | Reign of Terror                                         | Madelon                      |
| 1950 | Ambush                                                  | Ann Duverall                 |
| 1950 | The Outriders                                           | Jen Gort                     |
| 1950 | Three Little Words                                      | Eileen Percy                 |
| 1950 | Watch the Birdie                                        | Lucia Corlone                |
| 1951 | Inside Straight                                         | Lily Douvane                 |
| 1951 | No Questions Asked                                      | Ellen Sayburn Jessman        |
| 1952 | Caribbean Gold                                          | Christine Barclay McAllister |
| 1953 | Desert Legion                                           | Morjana                      |
| 1953 | Jamaica Run                                             | Ena Dacey                    |
| 1953 | Sangaree                                                | Nancy Darby                  |
| 1953 | Here Come the Girls                                     | Irene Bailey                 |
| 1953 | The Diamond Queen                                       | Queen Maya                   |
| 1954 | Woman's World                                           | Carol Talbot                 |
| 1954 | Bengal Brigade                                          | Vivian Morrow                |
| 1956 | Slightly Scarlet                                        | Dorothy Allen                |
| 1956 | Wicked as They Come                                     | Kathleen "Kathy" Allen       |
| 1957 | Fortune Is a Woman                                      | Sarah Moreton Branwell       |
| 1959 | Journey to the Center of the Earth                      | Carla Göteborg               |
| 1964 | Kisses for My President                                 | Doris Reid Weaver            |
| 1967 | Les Poneyttes                                           | Shoura Cassidy               |
| 1969 | The Pleasure Pit                                        | Laureen                      |
| 1970 | Land Raiders                                            | Martha Cardenas              |
| 1991 | Guerrero de la noche                                    | Edie Keane                   |
| 2003 | Broadway: The Golden Age, by the Legends Who Were There | Ella misma                   |